# Jean-Philippe Toussaint
Jean-Philippe Toussaint, là một nhà văn, nhà biên kịch người Bỉ nói tiếng Pháp. Ông sinh ngày 29 tháng 11 năm 1957 ở Bruxelles (Bỉ).

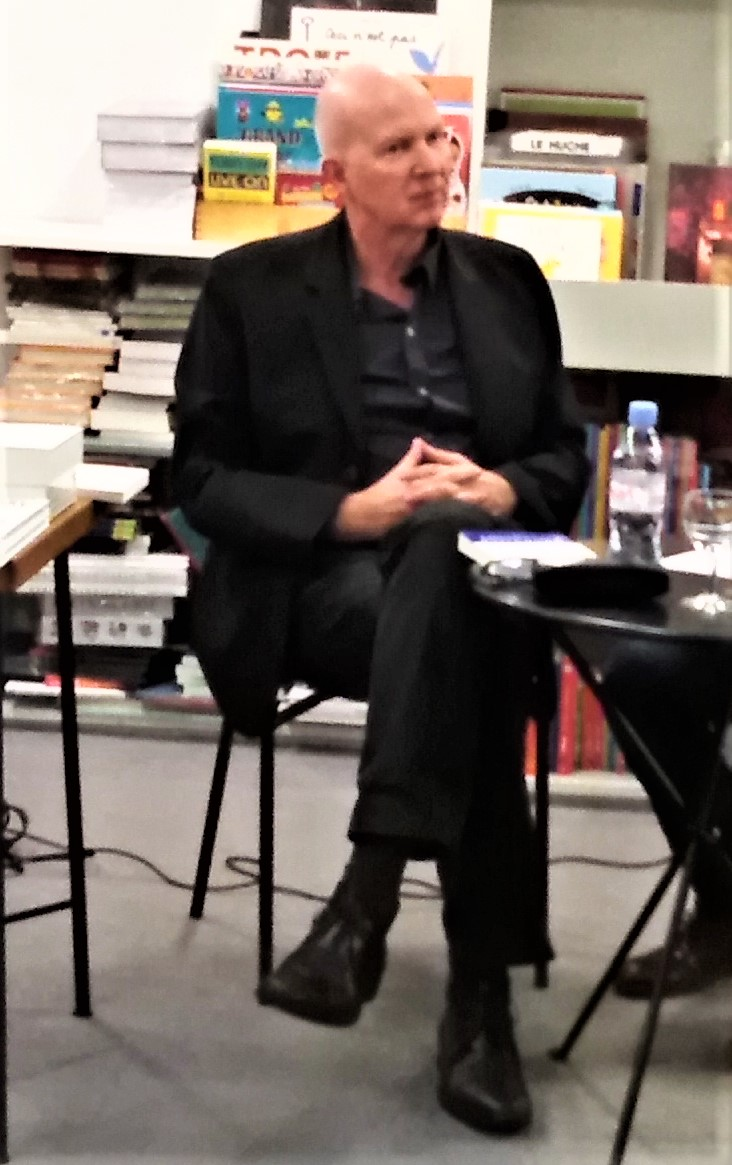

## Sự nghiệp
Jean-Philippe Toussaint là tác giả của nhiều tiểu thuyết sáng tác đặc trưng với văn phong và thể loại tự sự tối giản.
Tác phẩm đầu tiên của Toussaint, Cờ vua, được viết từ năm 1979 đến năm 1983 chưa bao giờ được xuất bản sách giấy nhưng được phát hành qua một ấn bản kỹ thuật số vào ngày 1 tháng 3 năm 2012.
Năm 1986, với tiểu thuyết La salle de bain (buồng tắm), Jean-Philippe Toussaint đã đạt Giải thưởng Văn học Triển vọng (Prix Littéraire de la Vocation). Sau đó, vào năm 1996, ông đã đạt giải thưởng Villa Kujoyama. Năm 2002, ông bắt đầu sáng tác bộ tác phẩm "Le Cycle de Marie", mang tên Marie Madeleine Marguerite de Montalte gồm bốn quyển: Fair l'amour (Làm tình) năm 2002; Fuir (Trốn chạy) năm 2005 đạt giải Médicis tiểu thuyết Pháp; La Vérité sur Marie (Sự thật về Marie) năm 2009 đạt 2 giải thưởng - Prix du décembre và Triennal du roman, do bang Wallonia-Brussels trao tặng; và quyển thứ tư Nue (Trần truồng) năm 2013. Năm 2016, ông chuyển thể bộ tứ tác phẩm này sang kịch sân khấu kết hợp giữa đọc, phim, và âm nhạc do dàn giao hưởng The Delano Orchestra biên đạo và biểu diễn. Sau đó bốn quyển này được hợp nhất lại thành một tiểu thuyết có nhan đề MMMM, xuất bản tháng mười năm 2017.
Năm 2014, ông kế nhiệm Henry Bauchau ở Viện hàn lâm Hoàng gia Văn học và Ngôn ngữ Pháp của Bỉ (ARLLFB). Nhiều tiểu thuyết của ông đã được dịch sang hơn hai mươi thứ tiếng.

## Giải thưởng
- 1986: Giải Văn học Triển vọng cho tiểu thuyết La Salle de bain
- 1990: Giải André-Cavens của Hiệp hội phê bình điện ảnh (UCC) dành cho phim Bỉ xuất sắc nhất Monsieur
- 1997: Giải Victor-Rossel dành cho tiểu thuyết La Télévision
- 2005: Giải Médicis cho tiểu thuyết Fuir
- 2009: Giải Décembre cho tiểu thuyết La Vérité sur Marie
- 2013: Giải triennal du roman của Bang Wallonie-Bruxelles cho tiểu thuyết La Vérité sur Marie
- 2014: Trở thành viện sĩ của Viện Hàn Lâm Hoàng Gia Văn học và Ngôn ngữ Pháp của Bỉ
- 2015: Giải thưởng lớn « Sport et Littérature » cho tiểu thuyết Football

## Tác phẩm
- La Salle de bain (Les Éditions de Minuit, 1985)
- Monsieur (Les Éditions de Minuit, 1986)
- L'Appareil-photo (Les Éditions de Minuit, 1989)
- La Réticence (Les Éditions de Minuit, 1991)
- La Télévision (Les Éditions de Minuit, 1997)
- Autoportrait (à l'étranger) (récit/essai, Les Éditions de Minuit, 1999, rééd. 2012)
- Faire l'amour (2002), suivi de « Faire l’amour à la croisée des chemins » par Laurent Demoulin (Éditions de Minuit, 2009) 1er volet du « Cycle Marie Madeleine Marguerite De Montalte »
- Fuir (Les Éditions de Minuit, 2005) 2e volet du « Cycle Marie Madeleine Marguerite De Montalte »
- Mes bureaux. Luoghi dove scrivo (essai, trad. du français par R. Ferrucci, Venise, éditions Amos, 2005, coll. Calibano no 7)
- La Mélancolie de Zidane (essai, Les Éditions de Minuit, 2006)
- La Vérité sur Marie (Les Éditions de Minuit, 2009) 3e volet du « Cycle Marie Madeleine Marguerite De Montalte »
- L'Urgence et la Patience (récit/essai, Les Éditions de Minuit, 2012)
- La Main et le Regard (Le Passage et Louvre éditions, 2012), livre d'art qui accompagne l'exposition « Livre/Louvre de » Jean-Philippe Toussaint, organisée au musée du Louvre
- Nue (Les Éditions de Minuit, 2013) 4e volet du « Cycle Marie Madeleine Marguerite De Montalte »
- Football (récit/essai, Les Éditions de Minuit, 2015)
- Made in China (récit, Les Éditions de Minuit, 2017)
- M.M.M.M. (parution en un volume du « Cycle Marie Madeleine Marguerite De Montalte », Les Éditions de Minuit, 2017)
- La Clé USB (Les Éditions de Minuit, 2019)

1er volet du « Cycle Detrez »
- Félix Vallotton, intimité(s)... et le regard de Jean-Philippe Toussaint, illustrations (30 gravures) Félix Vallotton, textes Jean-Philippe Toussaint (éditions Martin de Halleux, 2019)
- Les Émotions (Les Éditions de Minuit, 2020)

2e volet du « Cycle Detrez »

## Sân khấu và điện ảnh
(Đạo diễn và Biên kịch)
- 1989: La Salle de bain de John Lvoff, scénario de Jean-Philippe Toussaint d'après son roman homonyme.
- 1990: Monsieur, d'après son roman homonyme
- 1992: La Sévillane, d'après son roman L'Appareil-photo
- 1994: Berlin, 10 heures 46 (en collaboration avec Torsten Fischer)
- 1998: La Patinoire
- 2007: Hors du soleil, des baisers et des parfums sauvages (en collaboration avec Ange Leccia)
- 2012: Trois fragments de "Fuir"